# Coupe FCB de Trinité-et-Tobago de football
La coupe FCB de Trinité-et-Tobago (FCB Cup) fut créé en 2000 après l'arrivée du professionnalisme dans le championnat. Cette coupe reprend le modèle de la Coupe de la Ligue, sponsorisé par First Citizens Bank.

## Palmarès
| Année | Vainqueur         | Finaliste         | Score           |
| 2000  | San Juan Jabloteh | Defence Force     | 1 - 0           |
| 2001  | W Connection      | Caledonia AIA     | 1 - 0           |
| 2002  | Defence Force     | W Connection      | 2 - 0           |
| 2003  | San Juan Jabloteh | W Connection      | 2 - 1           |
| 2004  | W Connection      | Defence Force     | 2 - 2 (3-2 tab) |
| 2005  | W Connection      | San Juan Jabloteh | 1 - 1 (3-1 tab) |
| 2006  | W Connection      | North East Stars  | 3 - 1           |
| 2007  | W Connection      | Caledonia AIA     | 2 - 0           |
| 2008  | W Connection      | Joe Public        | 2 - 2 (6-5 tab) |
| 2009  | Defence Force     | Joe Public        | 1 - 0           |
| 2010  | Joe Public        | Defence Force     | 1 - 1 (3-0 tab) |
| 2011  | Caledonia AIA     | T&TEC SC          | 2 - 1           |
| 2012  | Caledonia AIA     | Defence Force     | 2 - 1           |
| 2013  | Central FC        | Defence Force     | 2 - 1           |
| 2014  | Central FC        | North East Stars  | 1 - 0           |